# Joan Alavedra i Segurañas
Joan Alavedra i Segurañas (* 1896 in Barcelona; † 2. November 1981 ebenda) war ein spanischer katalanischer Schriftsteller, Dichter, Journalist und literarischer Übersetzer.

## Leben und Werk
Während der Präsidentschaften von Francesc Macià und Lluís Companys war er von 1931 bis 1934 Sekretär des Präsidenten der Generalitat de Catalunya. Bedingt durch die Franco-Diktatur ging er, nachdem er zuvor kurzzeitig in einem Lager interniert war, nach Prades (Südfrankreich) ins Exil. Dort traf er häufig Pompeu Fabra und setzte ihm mit seinen Personatges inoblidables (1968, „Unvergessliche Persönlichkeiten“) ein literarisches Denkmal.
Er stieg als Autodidakt in den Hörfunkjournalismus bei Ràdio Barcelona ein. Dort wurde er durch seine Glossen zu Kulturthemen vor allem im Bereich der klassischen Musik bekannt. Die zugehörigen Sendemanuskripte wurden unter dem Titel  El fet del día (Die Tatsache des Tages, 1935) als Druckwerk veröffentlicht. Sein Poema del Pessebre (Krippengedicht) wurde 1943 bei den im Exil abgehaltenen Jocs Florals ausgezeichnet. Pau Casals vertonte dieses Gedicht in dem vielfach aufgeführtem Oratorium El Pessebre. Dieses Werk wurde Medium innerhalb einer Friedenskampagne. Joan Alavedra war auch der Autor der beiden Musikerbiografien L’extraordinària vida de Pau Casals (1969, „Das außerordentliche Leben Pau Casals“) und Conxita Badia, una vida d’artista (1975, Conxita Badia, ein Künstlerleben). Darüber hinaus veröffentlichte er  Pelegrins a Montserrat (1971, „Pilger nach Montserrat“). Zudem übersetzte Joan Alavedra mehrere deutschsprachige Werke wie Im Westen nichts Neues von Erich Maria Remarque (1929), Fräulein Else von Arthur Schnitzler (1931) und Die Leiden des jungen Werthers (1967) von Johann Wolfgang von Goethe ins Katalanische.
Joan Alavedra starb am 2. November 1981 in Barcelona. Er wurde auf dem Friedhof vom Montjuic beerdigt. Sein Sohn Macià Alavedra wurde Politiker. Er wirkte unter anderem als Vorsitzender der Convergència Democràtica de Catalunya (CDC).